# Vallerås
Vallerås är en ort i Malungs socken i Malung-Sälens kommun i Dalarnas län, vid Västerdalälvens östra strand. SCB har för bebyggelsen i västra delen av orten avgränsat en småort. Vid småortsavgränsningen 1990 ingick den östra delen av Vallerås i småorten men sedan 1995 ingår det området inte i någon småort.

## Befolkningsutveckling
| Befolkningsutvecklingen i Vallerås/Vallerås (västra delen) 1960–2015                                  | Befolkningsutvecklingen i Vallerås/Vallerås (västra delen) 1960–2015 | Befolkningsutvecklingen i Vallerås/Vallerås (västra delen) 1960–2015 | Befolkningsutvecklingen i Vallerås/Vallerås (västra delen) 1960–2015 | Befolkningsutvecklingen i Vallerås/Vallerås (västra delen) 1960–2015 |
| --- | -------------------------------------------------------------------- | -------------------------------------------------------------------- | -------------------------------------------------------------------- | -------------------------------------------------------------------- |
| |                                                                      |                                                                      |                                                                      |                                                                      |
| År |                                                                      |                                                                      | Folkmängd                                                            | Areal (ha)                                                           |
| 1960                                                                                                  | 1960                                                                 |                                                                      | 193                                                                  | ¤                                                                    |
| 1990                                                                                                  | 1990                                                                 |                                                                      | 143                                                                  | 49#                                                                  |
| 1995                                                                                                  | 1995                                                                 |                                                                      | 94                                                                   | 34#                                                                  |
| 2000                                                                                                  | 2000                                                                 |                                                                      | 83                                                                   | 35#                                                                  |
| 2005                                                                                                  | 2005                                                                 |                                                                      | 76                                                                   | 34#                                                                  |
| 2010                                                                                                  | 2010                                                                 |                                                                      | 78                                                                   | 34#                                                                  |
| 2015                                                                                                  | 2015                                                                 |                                                                      | 70                                                                   | 46#                                                                  |
| Anm.: Vallerås (östra delen) ingår ej 1995 ¤ Som tätortsbebyggelse med 150-199 invånare # Som småort. |                                                                      |                                                                      |                                                                      |                                                                      |

Befolkningen i den västra delen av småorten 1990 var 90 invånare.